# زكي هاشم
محمد زكي هاشم ( 1920 - 5 فبراير 2014) هو سياسي مصري، نائب رئيس مجلس الدولة أثناء حكم الملك فاروق، شغل منصب وزير السياحة المصري خلال فترة 1972 إلي 1973.

## حياته
ولد بالقاهرة سنة 1920، سافر إلى جامعة هارفرد للحصول على الدكتوراه.
كان خطيب الملكة ناريمان ملكة مصر قبل زواجها من فاروق، وكان نائبًا في مجلس الدولة في ذلك الوقت، وقد تحدد موعد عقد القران وأوصلت بطاقات الدعوة لحضور حفله المقرر، ولم يبق إلا أن تختار العروس الشبكة، وفي يوم اختيار الشبكة من محل أحمد نجيب الجواهرجي صائغ الملك، دبر الصائغ لقاءا بين الملك والعروس التي قرر الزواج بها، وكانت نهاية خطبتها من زكي هاشم. تزوج زكي هاشم فيما بعد من السيدة «آمال فكري».